# Орден Африканского искупления
Орден Африканского искупления — высшая государственная награда Либерии.

## История
Орден был учреждён 13 января 1879 года президентом Либерии Энтони Уильямом Гардинером, как «Орден Африканского Освобождения», с целью поощрения за гуманитарную деятельность в Либерии, за оказанную поддержку и помощь Либерийской нации, а также гражданам, которые играли заметную роль в эмансипации афроамериканцев и стремлении к равноправию.
В 1897 году название было изменено.

## Степени
Первоначально орден имел одну степень. С 1956 года включает 3 степени:
- Кавалер Большого креста
- Командор
- Офицер

## Описание

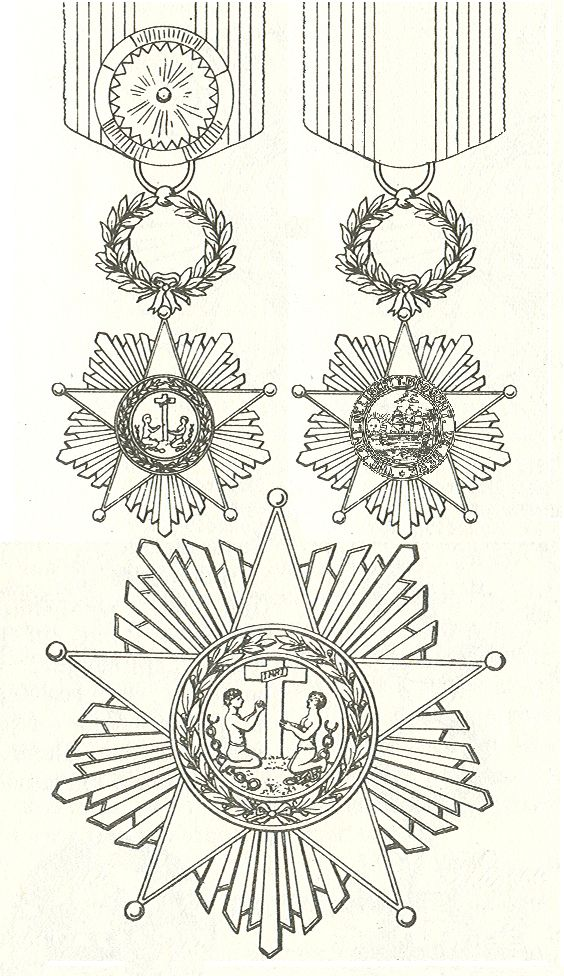
Инсигнии ордена (рисунок)

Знак ордена представляет из себя пятиконечную звезду белой эмали с золотыми шариками на концах и пучками золотых штралов между лучами. В центре золотой медальон окружённый двумя оливковыми ветвями зелёной эмали с плодами красной эмали. В центре медальона изображены коленопреклонённые мужчина и женщина, поддерживающие крест, и у ног которых лежат разорванные цепи.
Реверс знака аналогичен аверсу за исключением центрального медальона с синей каймой, в который вписан герб Либерии. На кайме надпись «The love of freedom brought us here» (Любовь к свободе привела нас сюда).
При помощи переходного звена в виде двух оливковых ветвей зелёной эмали с плодами красной эмали знак ордена крепится к орденской ленте.
Звезда ордена аналогична знаку.
 Лента ордена красная с синими полосками по краям и по три белых полоски, отстающими от синей полосы.